# Draculoides brooksi
Draculoides brooksi är en spindeldjursart som beskrevs av Harvey 200. Draculoides brooksi ingår i släktet Draculoides och familjen Hubbardiidae. Inga underarter finns listade i Catalogue of Life.